# フレール・ジャック
「フレール・ジャック」（フランス語: Frère Jacques、[ˌfrɛərə ˈʒɑːkə]、フランス語: [fʁɛʁ(ə) ʒak]）はフランス語圏および世界各地でよく知られたフランスの童歌。フランス語圏外ではその地域の言語による歌詞で歌われているため、世界各地に様々な歌詞が存在している。日本では、フランス語題をカタカナに置き換えた「フレール・ジャック」の題のほか、英語題の「Are You Sleeping?（アーユースリーピング）」、また邦題の「かねがなる」「グーチョキパーでなにつくろう」などでも知られている。

## 歌詞と楽譜
フランス語歌詞と日本語の概訳を記す。歌われるときはしばしば四声のカノン（輪唱）形式をとる。
- 第一声：Frère Jacques, Frère Jacques, （ジャック修道士よ、ジャック修道士よ）
- 第二声：Dormez-vous ? Dormez-vous ?（お眠りですか？　お眠りですか？）
- 第三声：Sonnez les matines ! Sonnez les matines !（朝のお勤めの鐘を鳴らしてください！　朝のお勤めの鐘を鳴らしてください！）
- 第四声： Ding ! Ding ! Dong ! Ding ! Ding ! Dong !（キン！ コン！ カン！ キン！ コン！ カン！）

なお、第四声の原語表記には「Din! Dan! Don!（ダン！ ダン！ ドン！）」や「Ding! Daing! Dong!（ディン！ ダン！ ドン！）」などが用いられることもある。

## 由来
この歌は、修道士が朝課のために鐘を夜中や夜明け前に鳴らしていたことと関連しているといわれている。
歴史学者・音楽学者のシルヴィ・ブイスーによると、作曲者はジャン＝フィリップ・ラモーであるという。実際に、1772年の『Diapason général de tous les instruments à vent』の写本には、ラモーが活動していた時代のパリ・オペラ座のヴァイオリニストだったルイ・ジョゼフ・フランクールによる書き込みで、カノン4曲をラモーの作としているが、そのうち1曲が「フレール・ジャック」であり、他の2曲はすでにラモーの作であることが知られているものだった。しかしラモーの作品カタログや専門サイトにはこの情報は載せられていない。
この作品がはじめて出版されたのはカペル (Pierre Capelle) 編の歌曲集（1811年）である。この書物はカヴォー（ (fr:Société du Caveau) 、シャンソン小屋）で歌われる曲を集めたもので、そのうちにはラモーの曲が多数含まれる。
「フレール・ジャック」のメロディーが、オーストリアなど一部の地域で葬送の挽歌を連想させるような短調で歌われていた歴史があることから、この歌を聖職者や聖騎士団員の処刑にまつわるものとする説もある。歌のモチーフになったと推定される人物に第23代テンプル騎士団総長のジャック・ド・モレーほかがいるが、推測の域を出ない。もっとも、この歌の旋律を載せた出版物のうち現在知られているなかでは最も古いとされる（1780年ごろ）文献では、題名が「Frère Blaise（フレール・ブレーズ）」となっている。このため、この歌の成立はジャックという名の人物とは関係していない可能性もある。

## よく知られた邦題
- 「フレール・ジャック」：伊藤葉子の訳詞[5]。
- 「アーユースリーピング」：村上俊三の訳詞。
- 「かねがなる」：勝承夫の作詞。1947年、文部省発行の教科書『三年生の音楽』に掲載[6]。
- 「楽しく今日も」「おはよう・行進・さようなら」：芙龍明子の作詞。1980年代〜1990年代にかけて教育芸術社発行の小学生向け音楽教科書に掲載されていた（「おはよう・行進・さようなら（おはよう・こうしん・さようなら）」として1980年〜1983年に[7]、「楽しく今日も（たのしくきょうも）」として1986年〜1992年に[8]掲載）。
- 「グーチョキパーでなにつくろう」：「作詞者不詳」で書籍によって若干異なる複数の歌詞があるほか[9][10]、同名で斎藤二三子の作詞も存在する[11]。手遊び歌として知られる[12]。2012年、日本コロムビアから発売されたCD『ドラえもんとあそぼう! こどものうたスペシャル』に、わだことみが補作詞したものが収録された。
- 「グーとパーでなにつくろう」：中谷真弓の改詞[13]。
- 「味噌汁、飲みたいな、ナメコがいいな、おかわりハイ」：作詞者不明。手遊び歌。
- 「サンタクロース」：水田詩仙（黒沢隆朝）の作詞[5]。
- 「ラーメンタンメン」：志摩桂の作詞。ラーメン、タンメン、チャーシューメンといった食べ物の名を羅列する。
- 「あひるはグワグワ」：志摩桂の作詞[14]。
- 「あんぱんしょくぱん」：作詞者不詳[15]。
- 「5人の家族（とうさんゆびどこです）」：志摩桂の作詞[16]。
- 「がたがたバス」：志摩桂の作詞[17]。
- 「ふたごのジャック」：野上彰の作詞[5]。
- 「おにわにさいたよ」：RAMUの作詞。2015年6月10日にキングレコードから発売されたCD『園生活あそび〜まるごといちにちのうた〜』『0さいあそび〜ねない・のまない・なきやまない赤ちゃんに〜』に収録。
- 「Where is Doraemon?（ドラえもん どこ?）」：わだことみの作詞。2008年に日本コロムビアから発売されたCD『ドラえもんのうたってあそぼう放送局!! えいごのうたであそぼう』に収録。

## 影響
- グスタフ・マーラー作曲の「交響曲第1番」第3楽章で「フレール・ジャック」の短調に編曲されたフレーズを取り入れている。
- グリーナムコモン女性平和キャンプでは、この旋律による"We are women"という替え歌が作られた。
- 松任谷由実の「グレイス・スリックの肖像」（シングル『守ってあげたい』のB面）のイントロとアウトロに「フレール・ジャック」が引用されている。
- 國民革命歌（中国語版）1926年に制定された中華民国の臨時国歌。「フレール・ジャック」の曲をそのまま流用していた[18]。暫定的に中国国民党の党歌 (Party Anthem) としても使われていた[18]。この歌は、1925年の「市民聯歓会」で既に使用されていたことが確認されている[18]。なお現代の中国ではこの曲は「两只老虎」（二頭のトラ）というナンセンスな歌詞を持つ童謡として知られる。
- ビートルズが1966年に発売したシングル曲「ペイパーバック・ライター」では、3番目のヴァースでジョン・レノンとジョージ・ハリスンがバッキング・ボーカルとして「フレール・ジャック」を歌っている[19]。
- The Old Bell Ringer:ジャン＝ジャック・ペリーによるモーグ・シンセサイザー演奏。星の子ポロンのエンディングにも使われた。ジャン＝ジャック・ペリーにはほかに同じ曲を使った「フレール・ジャン・ジャック」という曲もある。